# Mizda (distrito)
Mizda ou Mesda (em berbere: ⵎⵉⵣⴷⴰ) foi um dos distritos da Líbia com capital em Mizda. Fazia divisa com os distritos de Sirte a leste, Jufra a sudeste, Axati a sul, Gadamés oeste, Nalute e Jefrém a noroeste, Gariã a norte, Taruna e Massalata e Bani Ualide a nordeste. Foi criado em 1983, porém foi abolido em 1987 com a reorganização territorial daquele ano. Em 2001, foi recriado como desmembramento do distrito de Gariã; há época contava com 29 580 pessoas. Com as últimas reformas territórias, no entanto, foi novamente abolido e incorporado ao distrito de Jabal Algarbi.